# Sobarocephala steyskali
Sobarocephala steyskali är en tvåvingeart som beskrevs av Soos 1963. Sobarocephala steyskali ingår i släktet Sobarocephala och familjen träflugor. Inga underarter finns listade i Catalogue of Life.